# Brian Cotter

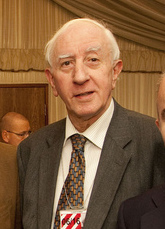
Brian Cotter

Brian Joseph Cotter, från 2006 baron Cotter av Congresbury, född 24 augusti 1938 i Ealing i London, död 23 augusti 2023, var en brittisk parlamentsledamot för  Liberaldemokraterna. 
Cotter satt i underhuset för valkretsen Weston-super-Mare från valet 1997 till 2005, då han förlorade det till den konservative John Penrose. I april 2006 meddelades att Cotter skulle göras till livstidspär och således få en plats i överhuset i stället. Den 30 maj 2006 adlades han baron Cotter av Congresbury och han höll sitt jungfrutal i överhuset den 29 juni samma år. Congresbury ligger i grevskapet Somerset.